# Jalmari Helander
Jalmari Helander (Helsinki, 21 giugno 1976) è un regista e sceneggiatore finlandese.
È conosciuto per avere diretto i film Trasporto eccezionale - Un racconto di Natale (2010) (Cate Blanchett lo ha definito uno dei suoi film preferiti) e Big Game - Caccia al Presidente (2014), quest'ultimo con Samuel L. Jackson. Prima di passare ai lungometraggi, Helander ha diretto diversi spot televisivi e cortometraggi di successo.

## Filmografia

### Regista e sceneggiatore
- Iceman (1999) - cortometraggio
- Maximillian Tarzan (1999) - cortometraggio
- Ukkonen (2001) - cortometraggio
- Rare Exports Inc. (2003) - cortometraggio
- The Official Rare Exports Inc. Safety Instructions (2005) - cortometraggio
- The Fakir (2006) - cortometraggio
- Trasporto eccezionale - Un racconto di Natale (Rare Exports: A Christmas Tale) (2010)
- Big Game - Caccia al Presidente (Big Game) (2014)
- Sisu - L'immortale (Sisu) (2022)